# Cereus hankeanus
Cereus hankeanus ist eine Pflanzenart in der Gattung Cereus aus der Familie der Kakteengewächse (Cactaceae). Das Artepitheton hankeanus ehrt Herrn H. Hanke.

## Beschreibung
Cereus hankeanus wächst baumförmig, mit mehreren aufrechten, zylindrischen Trieben. Es sind vier bis fünf, scharfkantige, gekerbte Rippen vorhanden, die bis zu 3 Zentimeter hoch sind. Die darauf befindlichen runden Areolen sind braun. Der einzelne, gerade abstehende Mitteldorn ist bräunlich gelb und weist eine Länge von bis zu 1,6 Zentimeter auf. Die drei bis vier kräftigen, pfriemlichen Randdornen sind gelblich bis braun. Sie sind 8 bis 12 Millimeter lang.
Die Blüten sind außen etwas purpurfarben und innen weiß. Sie sind bis zu 12 Zentimeter lang und erreichen einen ebensolchen Durchmesser. Die zylindrischen, grünlich gelben Früchte enthalten ein rotes Fruchtfleisch.

## Verbreitung, Systematik und Gefährdung
Cereus hankeanus ist in den bolivianischen Departamentos Cochabamba, Chuquisaca, Santa Cruz und Tarija sowie den argentinischen Provinzen Jujuy, Salta und Catamarca in Höhenlagen von 500 bis 2500 Metern verbreitet.
Die Erstbeschreibung wurde 1887 von Karl Moritz Schumann veröffentlicht. Ein nomenklatorisches Synonym ist Piptanthocereus hankeanus (F.A.C.Weber ex K.Schum.) Riccob. (1909).
In der Roten Liste gefährdeter Arten der IUCN wird die Art als „Least Concern (LC)“, d. h. als nicht gefährdet geführt.

## Nachweise